# Matapozuelos
Matapozuelos es un municipio y localidad española de la provincia de Valladolid, en la comunidad autónoma de Castilla y León. Cuenta con una población de 1015 habitantes (INE 2024).
La localidad se sitúa en un terreno llano que fertilizan los ríos Adaja y Eresma. Produce cereales, trigo y garbanzos y cría de ganado. Tiene estación de ferrocarril en la línea Madrid-Irún, intermedia entre las de Pozaldez y Valdestillas. Su iglesia, la de Santa María Magdalena, declarada bien de interés cultural, tiene una airosa torre muestra del dominio del arte de construir de los alarifes moriscos: tres cuerpos de ladrillos, rematados por una linterna, aguja, bola de hierro y veleta.
Es la tierra natal de Miguel Íscar que fue alcalde de Valladolid desde 1877 a 1880. Durante su mandato se llevaron a cabo importantes obras para esta ciudad.

## Historia

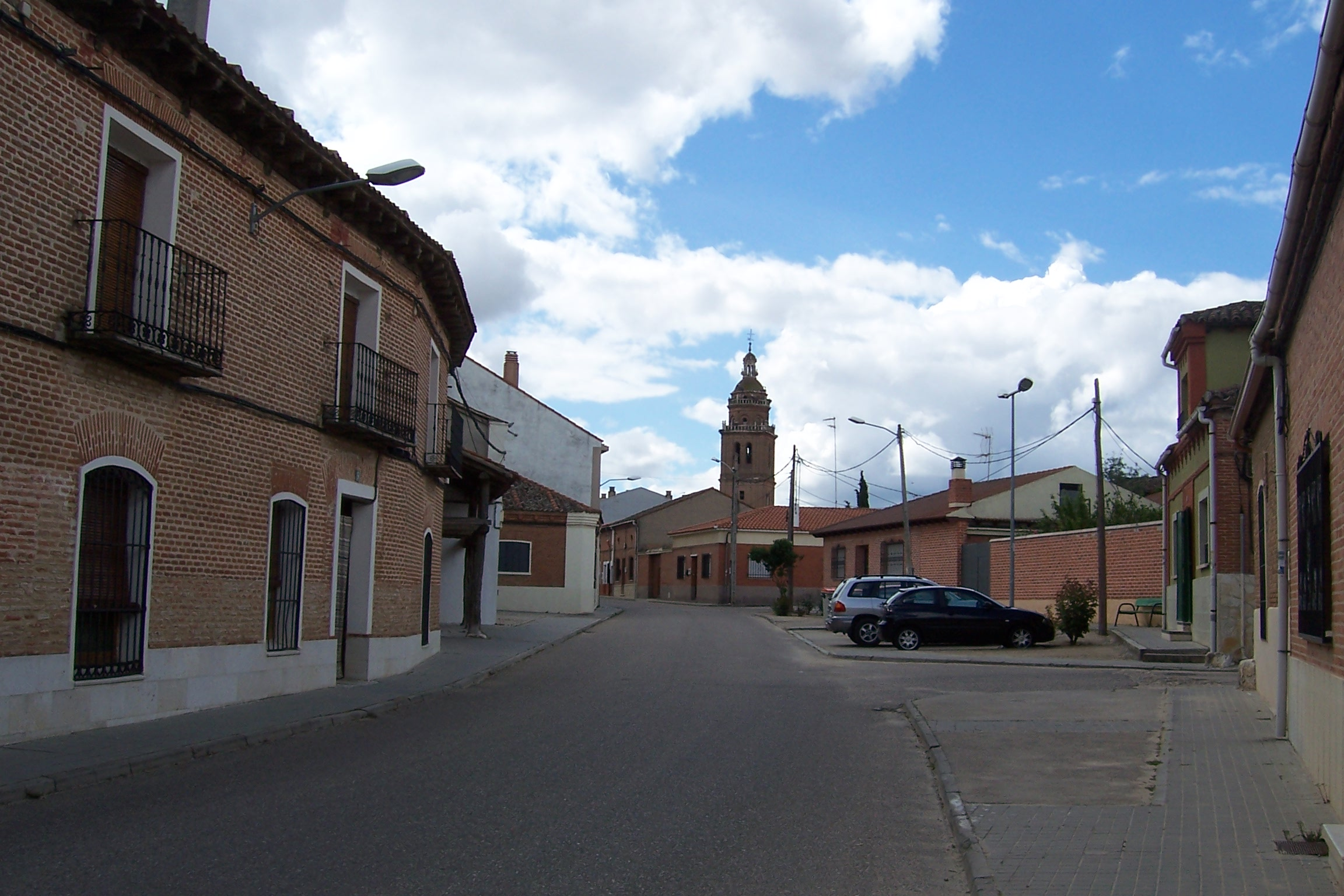
Calle de Matapozuelos

El origen de Matapozuelos está en el antiguo poblado de Sieteiglesias; en este lugar se han localizado importantes yacimientos prehistóricos. Hubo un asentamiento de ermitaños (de ahí el nombre de Sieteiglesias) con el subsiguiente poblamiento cuyas gentes se dedicaban al pastoreo; tenían gran devoción a san Miguel a quien se dedicó una ermita situada en la plaza de San Miguel. No queda rastro alguno más que el recuerdo de su nombre.
La primera citación que se conoce de Matapozuelos está en la Crónica de Ximénez de Rada. Al describir la batalla de las Navas de Tolosa, escribe:

Venían muchos y bien armados haces de hombres con el señor de Olmedo, distinguiéndose las comunidades de Matapozuelos...
Rodrigo Jiménez de Rada

Fue entonces cuando el rey Alfonso VIII les concedió las armas reales de Castilla y la cruz de gules bordada en azur.

### Vacceos y romanos
Se conoce la existencia de algunos oppida vacceos que aparecieron nominados en el Itinerario de Antonino del siglo III. Entre esos asentamientos se encuentra Nivaria que será la futura ciudad de Matapozuelos.
Valentín Arévalo Ayllón hizo donación de unos terrenos de su propiedad a los padres mercedarios descalzos para que pudieran edificar un seminario. Durante los trabajos de construcción en febrero de 1953, al poner los cimientos salieron al descubierto los restos de un tipo de cerámica que correspondía a distintas épocas prehistóricas; los estudios situaron los más antiguos como pertenecientes al siglo III a. C. En 1969 se hizo un camino que conducía hasta la ermita de la Virgen de Sieteiglesias. En estos trabajos salieron a la luz cenizas con cerámicas y cerámica celtibérica pintada. Hubo otros descubrimientos que demostraron la importancia de la zona, la historia de aquel asentamiento, modo de vida, su alimentación, entorno geográfico, fauna y flora, modo de gobierno, enterramientos, etc. 

### SigloXVI
Carlos V les eximió de albergar huéspedes por haber dado 16 camas de ropa a Medina del Campo y Tordesillas para el aposentamiento real (1532). Contaba en 1551 con 30 vecinos hidalgos y a finales del siglo XVI estaba comprendida en la tierra de Olmedo y tenía 1460 vecinos, que se redujeron a 208 en 1646. Al terminar el siglo XVII era villa de realengo con alcalde. La construcción de la iglesia de la localidad, dedicada a Santa María Magdalena, se remonta a mediados del siglo XVI.

### SigloXIX
Según describe Madoz en su diccionario, a mediados del siglo XIX el pueblo contaba con doscientas sesenta y seis casas. Las construcciones más sobresalientes eran la casa Consistorial, el pósito o granero, un hospital para enfermos pobres, cuatro posadas, escuela para niños, escuela para niñas, iglesia parroquial de Santa María Magdalena y una ermita que había sido un humilladero, llamada del Santo Cristo. Para suministro de agua había una fuente y tres pozos. Se producía trigo, cebada, centeno, algarroba, garbanzos, patatas y se cultivaba pasto para alimentar al ganado. El ganado era lanar y vacuno y también había mulas y cerdos. En el sector de la industria se daba la fabricación de aguardiente, pan, hornos de teja y ladrillo. Había un tejedor de lienzos y paños ordinarios, tres sastres, siete zapateros, dos cuberos, un carpintero, cuatro herreros cerrajeros, tres albañiles y dos carreteros.

### SiglosXXyXXI
Matapozuelos albergó el principal zoológico de la comunidad autónoma de Castilla y León: «Valwo, el parque de la naturaleza», clausurado en febrero de 2007 por la compañía que lo compró pocos años antes, Parques Reunidos. Más adelante las instalaciones se reconvirtieron en granja-escuela.
En 1974 tuvo lugar un devastador incendio que destruyó totalmente el edificio del Ayuntamiento y con él, el archivo municipal.

## Demografía
Cuenta con una población de 1015 habitantes (INE 2024).
| Gráfica de evolución demográfica de Matapozuelos entre 1842 y 2021 |
| |
| Población de derecho según los censos de población del INE Población de hecho según los censos de población del INEEntre el censo de 1940 y el anterior, crece el término del municipio porque incorpora a 47503 (Villalba de Adaja) |

## Agricultura e industria

### Cultivo de la vid

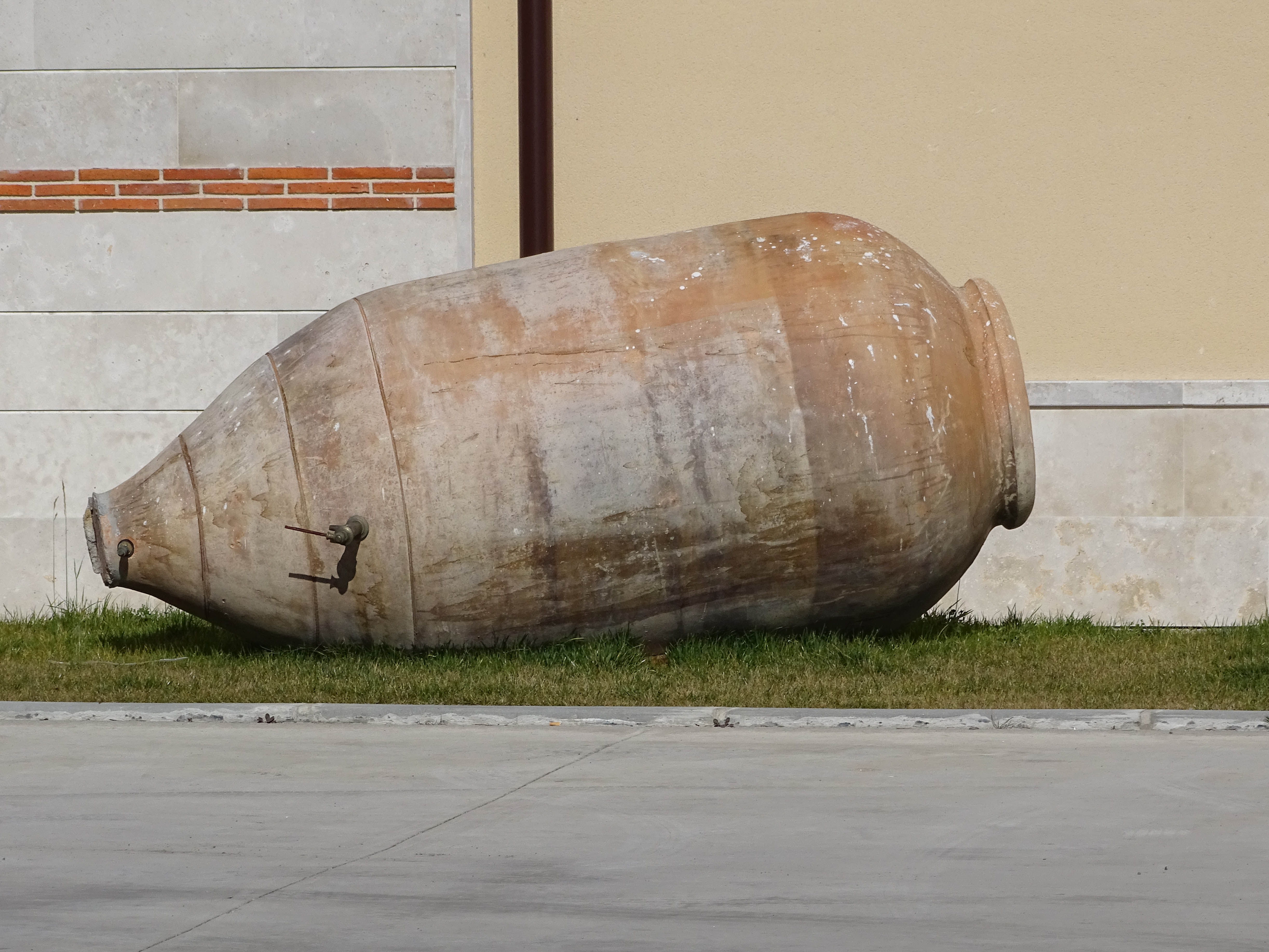
Tinaja de alguna de las antiguas bodegas. Se exhibe en una calle como decoración

En los primeros años del siglo XX y en siglos anteriores el cultivo de la vid fue la actividad principal de los agricultores de estas tierras teniendo en cuenta la mala calidad que ofrecían para el cultivo de cereales, en especial el trigo tan necesario y del que solo se podía obtener lo mínimo para el consumo de cada municipio. Gracias a los testamentos y sus codicilos, a las mandas y a los censos se puede tener idea de hasta qué punto fue importante el cultivo de la vid, aprovechando para ello unos terrenos más bien pobres que al decir de la tradición eran precisamente los apropiados para recibir las cepas que ofrecerían los vinos más finos. La plantación de los viñedos en un suelo tan pobre no fue fácil, fue trabajosa y requirió el esfuerzo y constancia de casi todos los vecinos. La tarea de preparación de surcos y posterior sembrado tenía lugar en primavera y se conocía como «la aranza». Al principio se trabajó con la variedad del verdejo aunque también se cultivaba algo de albillo. Después del verdejo llegó el jerez o palomino.
Para cuidar las uvas cuando estaban ya crecidas y evitar los robos se establecía una «guardería». Cada propietario tenía la suya. Tenían sus reglas para el buen funcionamiento y una serie de normas que han quedado escritas en distintos documentos que se pueden consultar en el AHPV. P. 10.648, fol. 139. Como consecuencia de la expansión de este cultivo empezaron a proliferar las bodegas particulares; cada casa tenía la suya que solía alcanzar una profundidad de 18m.

### Actividad industrial y llegada del ferrocarril

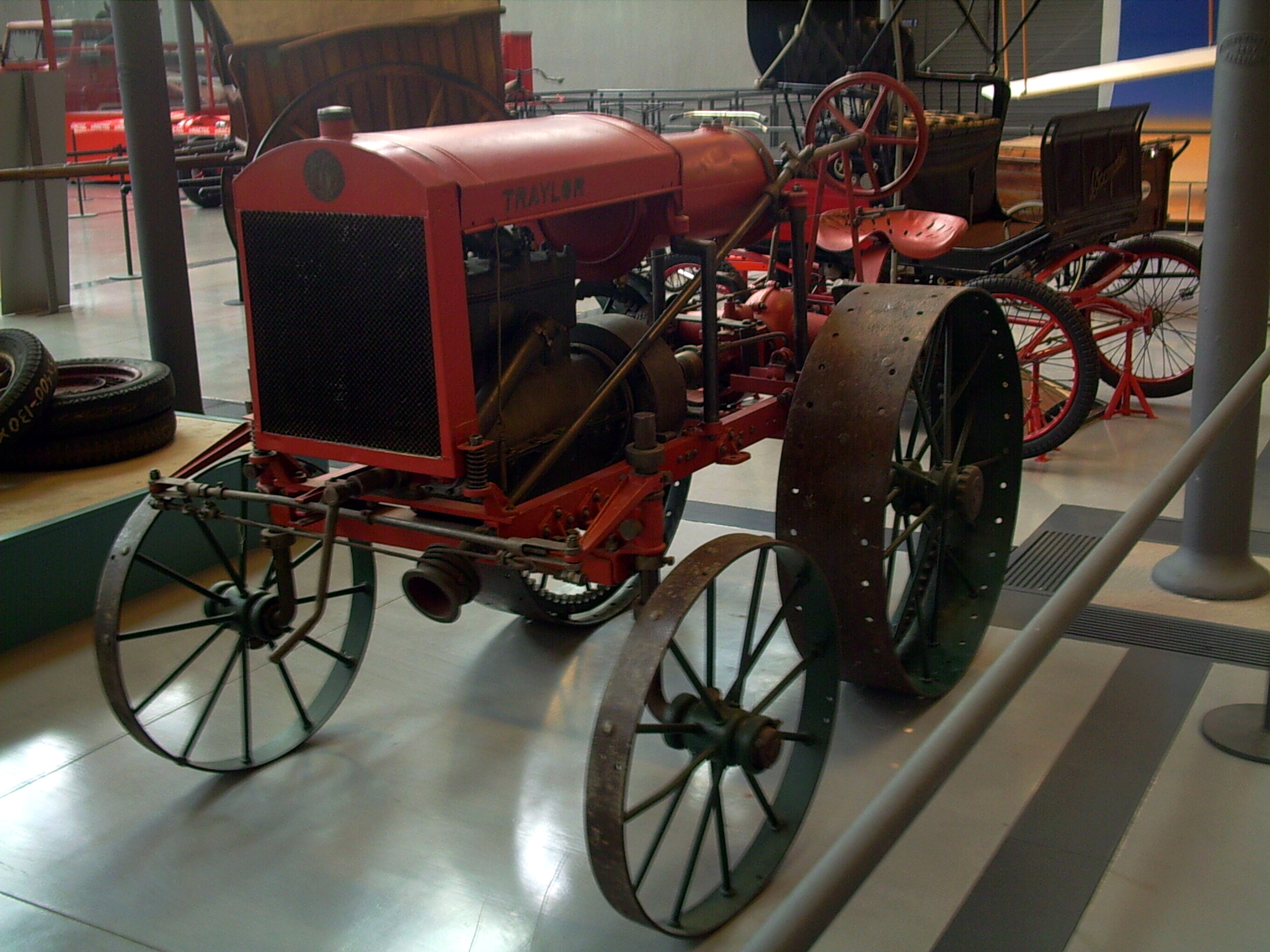
Tractor antiguo

Al amparo del cultivo de la vid surgieron dos pequeñas fábricas de aguardiente. A principios del siglo XX vino a tomar protagonismo la Fábrica de Harinas que fue un gran empuje para la economía y un importante sustituto de los antiguo molinos mencionados por Madoz. La fábrica funcionó con el sistema Bühler. Otra fábrica de cierta importancia fue la de elaboración del piñón.
Aparecieron las primeras segadoras y poco después el primer tractor de gasolina y ruedas de hierro; la primera máquina trilladora (bautizada con el nombre de la Húngara porque procedía de una fábrica de Budapest). La maquinaria para el campo se fue superando al amparo de los tiempos y del progreso y con la ayuda del nuevo material se fueron recuperando las tierras para el cultivo del cereal y sobre todo del trigo.

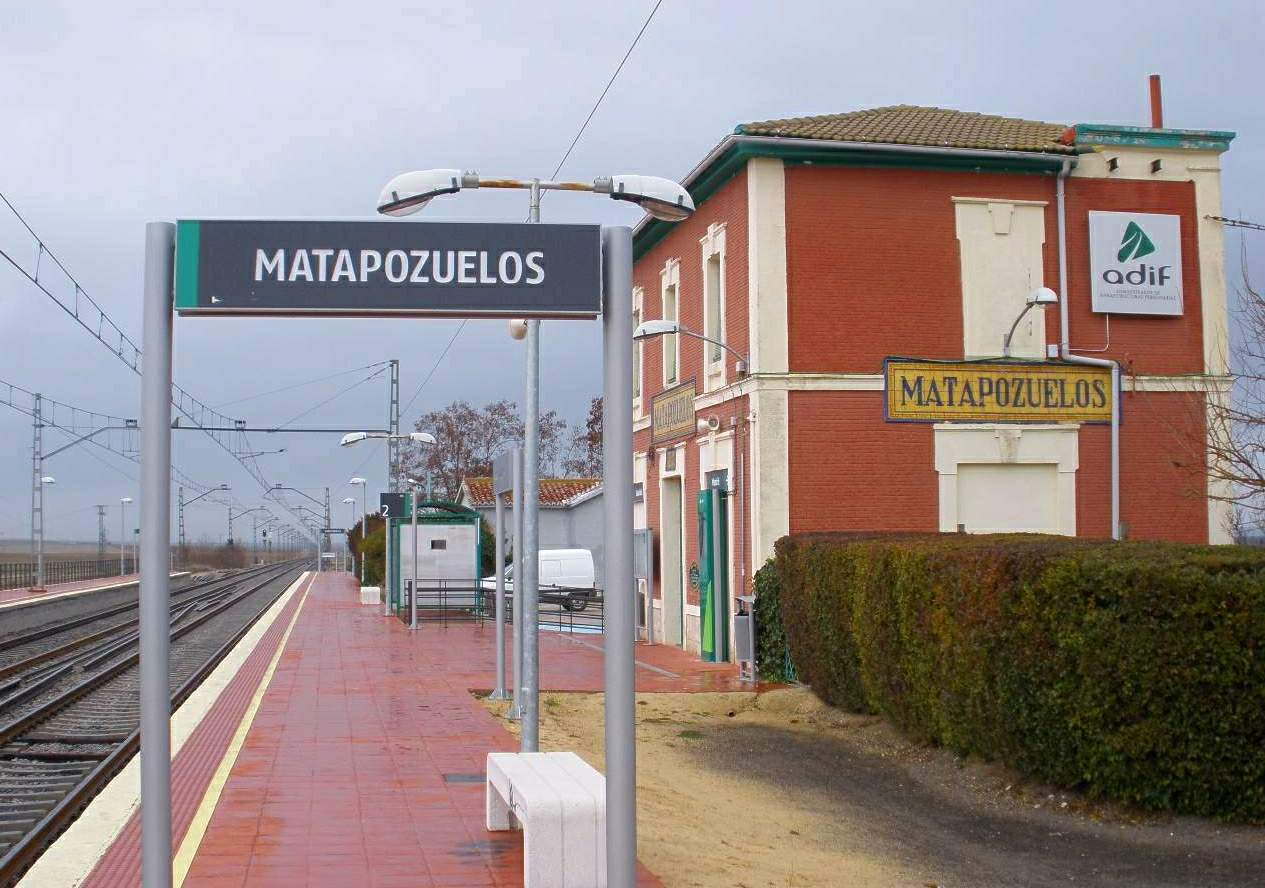
Estación del tren en Matapozuelos

El ferrocarril vino a dar vida al pueblo; había colaborado para su presencia con la venta de terrenos para el tendido de las vías –en 1858–, con mano de obra importante y con la venta de pinares para uso de la madera. Su estación se inauguró el 15 de septiembre de 1860 con el tramo Medina del Campo-Valladolid en la línea Madrid-Hendaya.

## Patrimonio histórico-artístico

### Iglesia de Santa María Magdalena

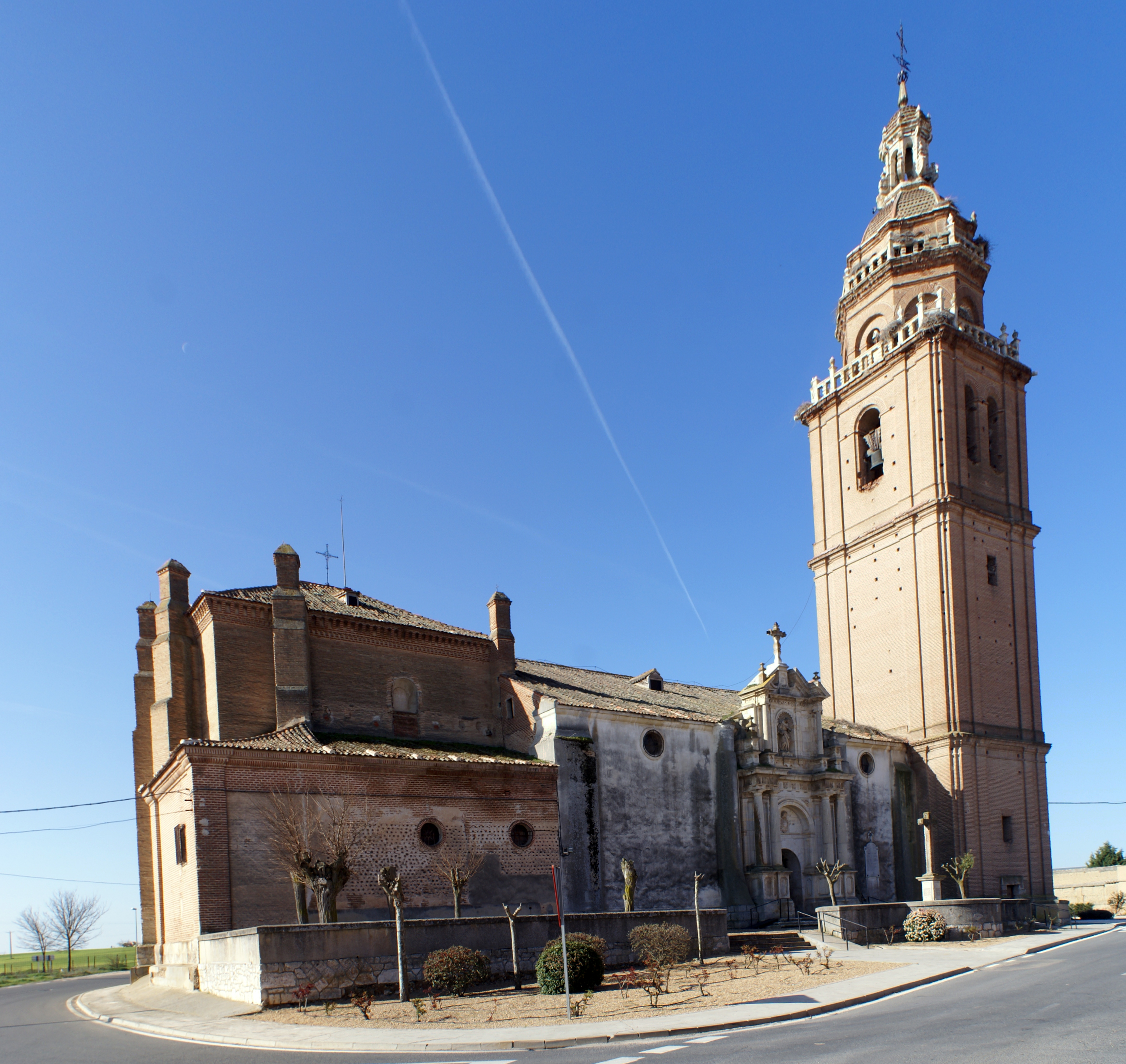
Iglesia de Santa María Magdalena

La iglesia comenzó a construirse a mediados del siglo XVI. Se trazó con planta de salón y tres naves separadas por columnas toscanas. La cabecera tiene bóveda de crucería estrellada. La portada principal se hizo en 1767. Existió una primera torre en el siglo XVI que hubo que derribar por razones de seguridad y se tardó mucho en acometer las obras de la nueva torre que se terminaron a principios del siglo XVIII  pudiéndose colocar las campanas  en 1712.

### Humilladero del Santo Cristo del Perdón
Existe todavía el edificio de lo que fue en su día un humilladero (situado a las afueras) aunque a lo largo del tiempo ha sufrido mutilaciones y cambios. Por las características que presenta se le puede situar como edificio del siglo XVII. En el siglo XIX sirvió como capilla del cementerio hasta que se construyó uno nuevo al sur de la población.

### Casa-granja del colegio de San Gregorio de Valladolid

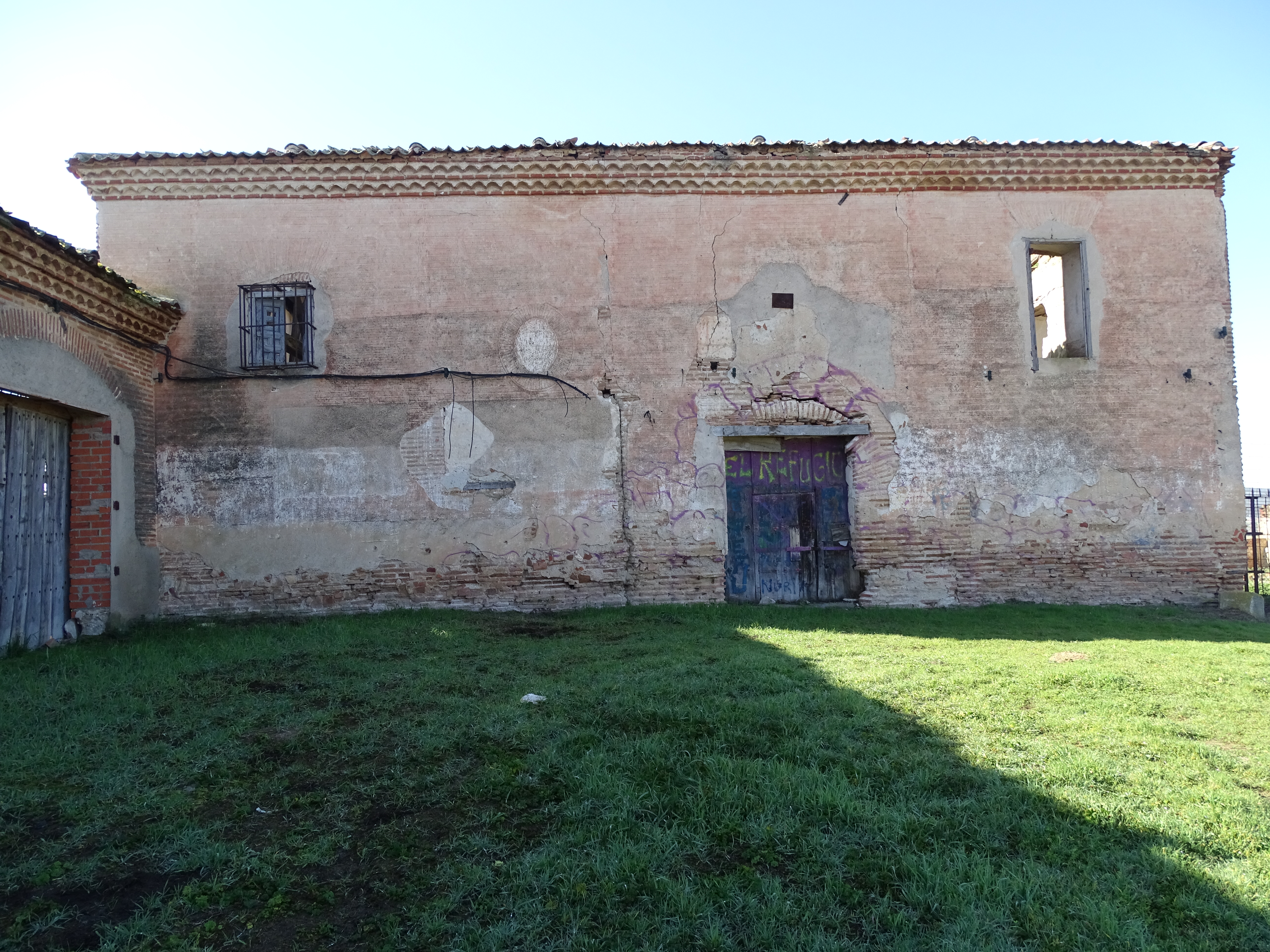
Ruinas de la casa-granja del colegio de San Gregorio de Valladolid

Desde su fundación, el colegio de San Gregorio quiso autoabastecerse con productos necesarios para su subsistencia, para lo cual y con la ayuda de sus bienhechores llegó a ser propietario de una serie de fincas sitas en Matapozuelos donde pudieron cultivar cereales, viñas y cría de ganado. Así fueron los comienzos de la Casa-granja. El documento más antiguo hasta la fecha que se conoce sobre la fundación de esta granja corresponde a un censo que se llevó a cabo en el mes de mayo de 1629.	
Todo el entorno de la granja, todas las tierras adquiridas a través de los siglos corrieron la misma suerte que el propio colegio a raíz de la desamortización y venta, siguiendo las órdenes del gobierno liberal de Mendizábal.
Algo queda en Matapozuelos  del edificio de la granja. Es un viejo inmueble del siglo XVII conocido como El Colegio. Tenía sus dependencias correspondientes con arreglo a todo lo necesario: pajar, pósito, lagar, bodega. Lo regía un padre con el título de Administrador, ayudado por otros frailes. Constaba de dos plantas; abajo estaba la cocina, refectorio y una sala para visitas.

## Sociedad
Miguel Íscar Juárez nació en Matapozuelos el 8 del V de 1828. Llegó a ser alcalde de la capital (Valladolid) durante los tres últimos años de su vida. Se le considera la persona más relevante de entre todas las relacionadas con Matapozuelos.
Otro personaje a tener en cuenta, nacido en este lugar, es el general Modesto Navarro García (1854-1913). Fue destinado a Cuba como capitán graduado del Regimiento de Cartagena n.º 21; en 1875 fue destinado al Regimiento de Segorbe y después fue gobernador militar de Cuenca hasta que más tarde obtuvo el destino a Filipinas. En África entró en acción en 1909 en las campañas del monte Gurugú y barranco del Lobo. Regresó a su pueblo para descansar y allí murió. La primera instalación eléctrica que tuvo Matapozuelos fue un regalo de este personaje.
Félix de Santos Sebastián, nacido en Matapozuelos en 1874 fue un músico notable. Perdió la vista siendo un niño por lo que tuvo que marchar a Barcelona a continuar sus estudios en la escuela municipal de ciegos. Uno de sus maestros fue el músico Pablo Sarasate. Recuperó la vista gracias a una operación realizada por el médico Dolcet. Fue profesor, tratadista y autor de treinta y ocho obras didácticas.

## Heráldica
Gracias a los escudos que todavía persisten en determinadas viviendas se han podido localizar cinco casas solariegas siguiendo el rastro de los mismos en el Archivo Histórico de Valladolid, en libros de Pleitos de Hidalguía, de Testamentos y libros Sacramentales. 
Dos de estas casas blasonadas están en la calle Valentín Arévalo Ayllón. El escudo de una de ellas es timbrado con yelmo. Su campo es partido y la partición a su diestra es horizontal y está dividida en cuatro partes con las siguientes armas: un águila; un león rampante; un árbol arrancado que tiene a sus costados dos perros o lobos empinados. A su izquierda también hay cuatro particiones: arriba un jarrón con flores y a su lado seis estrellas colocadas en dos palos de tres cada uno; seis veros; un castillo y tres calderos separado por una banda; cinco flores de lis en sotuer y a su derecha dos manos. No se ha podido precisar con exactitud la familia a quien pertenecieron estas armas pero sí se ha encontrado el parecido con las utilizadas por los Aguilar, los Núñez y los Prado. El otro escudo, muy cerca del anterior, presenta el yelmo flanqueado por dos bandas con inscripciones cuya escritura apenas puede distinguirse. El campo es partido y sus armas representan a un león rampante, cinco flores de lis y dos manos, una en jefe y otra en punta.

Blasones en Matapozuelos
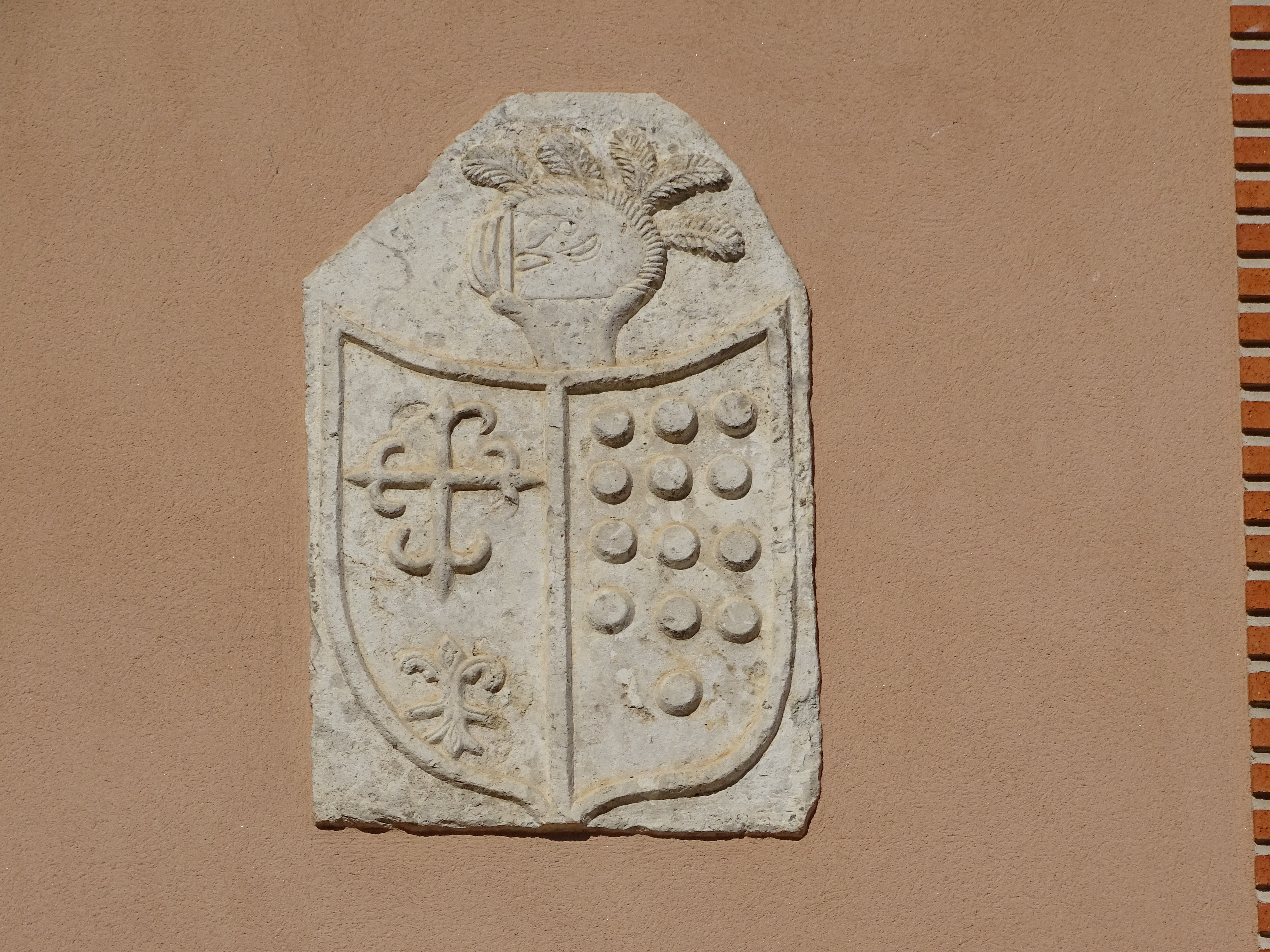
Calle del Torrejón, 24. Heráldica de los Arévalo
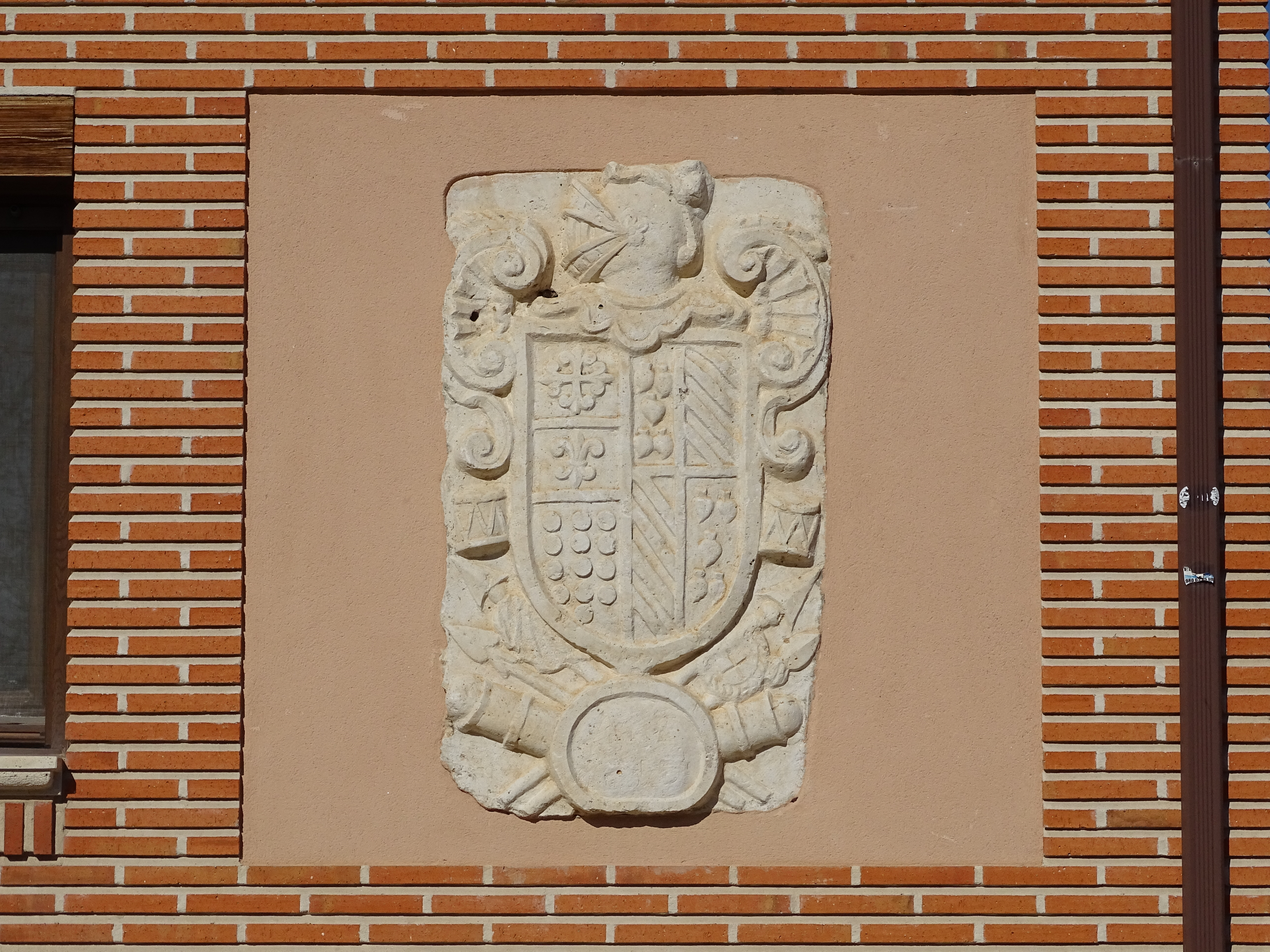
Calle del Torrejón, 24. Armas de Arévalo y Vallejo.

- Calle Valentín Arévalo Ayllón, nº 37 y 39.
- Calle Valentín Arévalo Ayllón, nº 37 y 39.

En la calle Plazuela de la Iglesia hay otras dos viviendas con sendos escudos. En el número 4 el escudo es cuartelado y su campo presenta una estrella de seis puntas; un castillo; dos calderos en palo; tres estrellas y una media luna con las puntas hacia abajo. El timbre es un yelmo. A ambos lados del campo hay cinco veneras. La orla es una cadena y abajo del todo hay dos peces sobre ondas de agua. La otra casa está en el número 11. El escudo tiene una leyenda que dice Ortiz Neira. El campo es partido y en él hay una estrella de ocho puntas; un castillo con dos calderos a su diestra y abajo dos estrellas y una medio luna con las puntas hacia abajo; otro castillo rodeado de cinco veneras y debajo dos peces en ondas de agua; en el jefe, una cruz floreteada. Ambos escudos presentan las armas de los Ortiz de Neira. La familia Neira emparentó con los Ortiz, Arévalo y Vitoria como demuestran los libros Sacramentales, Difuntos, Testamentos y Pleitos de Hidalguía de los siglos XVI y XVII.

Blasones en Matapozuelos
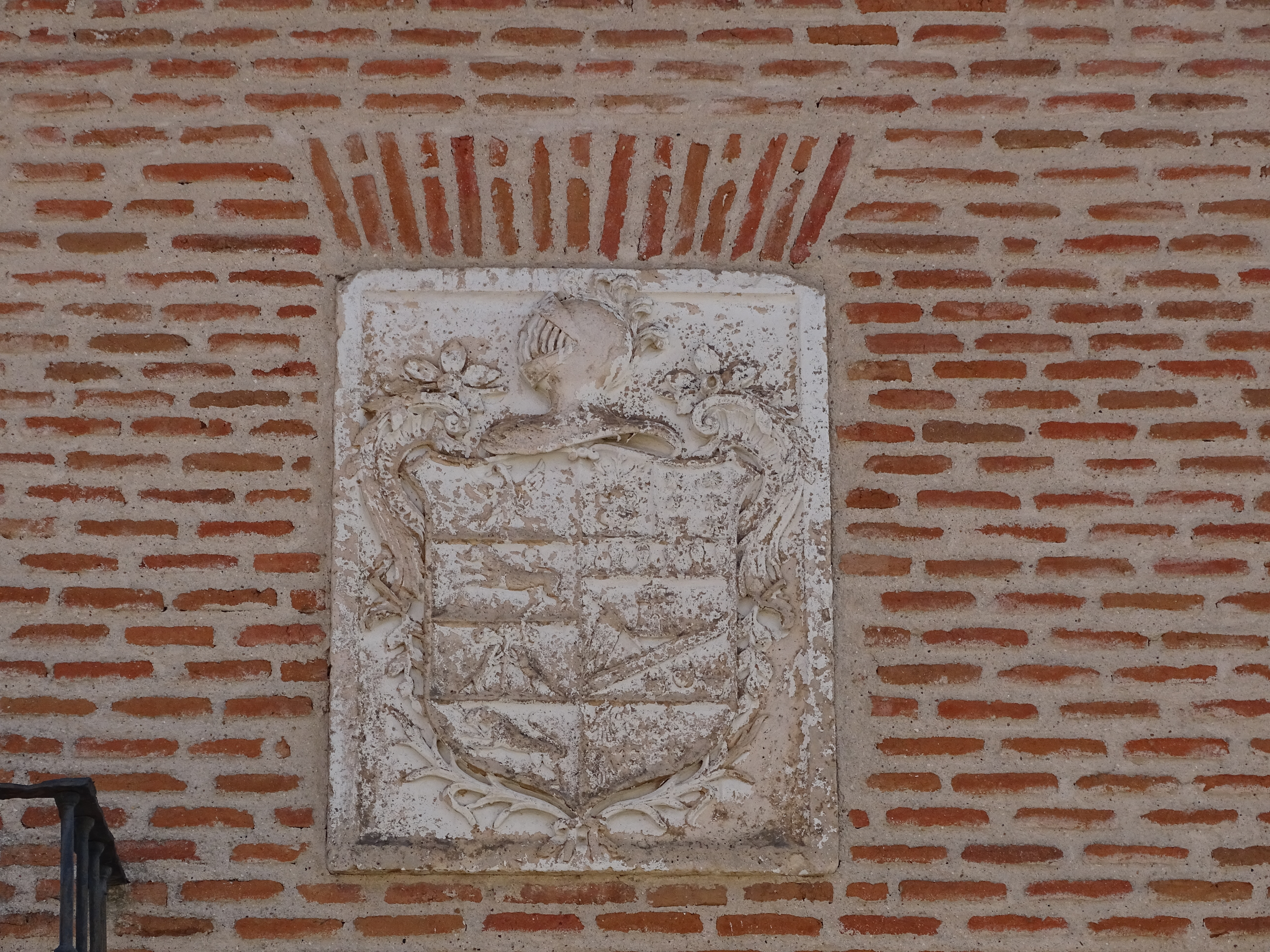
Calle Valentín Arévalo Ayllón, nº 37 y 39.
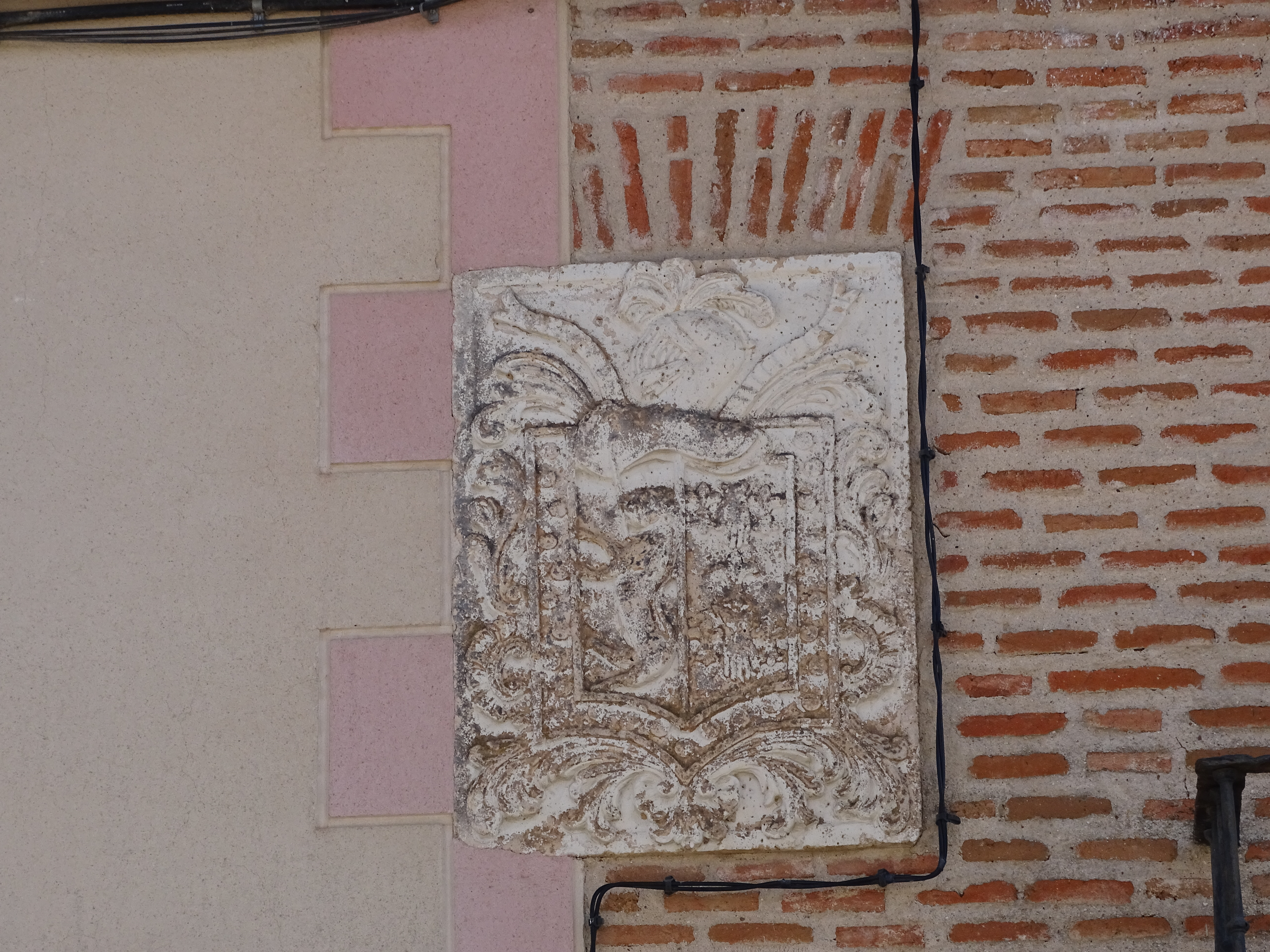
Calle Valentín Arévalo Ayllón, nº 37 y 39.

- Calle Plazuela de la Iglesia, 4. Armas de los Ortiz de Neira
- Calle Plazuela de la Iglesia,11. Armas de los Ortiz de Neira

En la calle del Torrejón número 24 hay una vivienda que conserva en su fachada dos escudos, uno encima de otro. El escudo de abajo es partido y dividido en fajas. Presenta las siguientes armas: cruz floreteada; flor de lis; trece roeles en palo; cinco panelas en sotuer; cinco bandas. El timbre es de caballero y abajo fuera del campo se ven armas de guerra y una cartela. Son las armas de Arévalo y Vallejo que se unieron en el siglo XVI  estableciéndose en Rueda en casa blasonada con estas mismas armas. Puede verse el escudo en el número 9 de la plaza Mayor de dicha localidad. El escudo de arriba en la misma fachada es el que se encontró en la entrada del aviadero de la bodega perteneciente a la casa de los Menchaca. Este escudo es del siglo XVII  y presenta la heráldica de los Arévalo: dividido en tres campos, en uno la cruz de Calatrava, en otro la flor de lis y en el tercero trece roeles.

Blasones en Matapozuelos
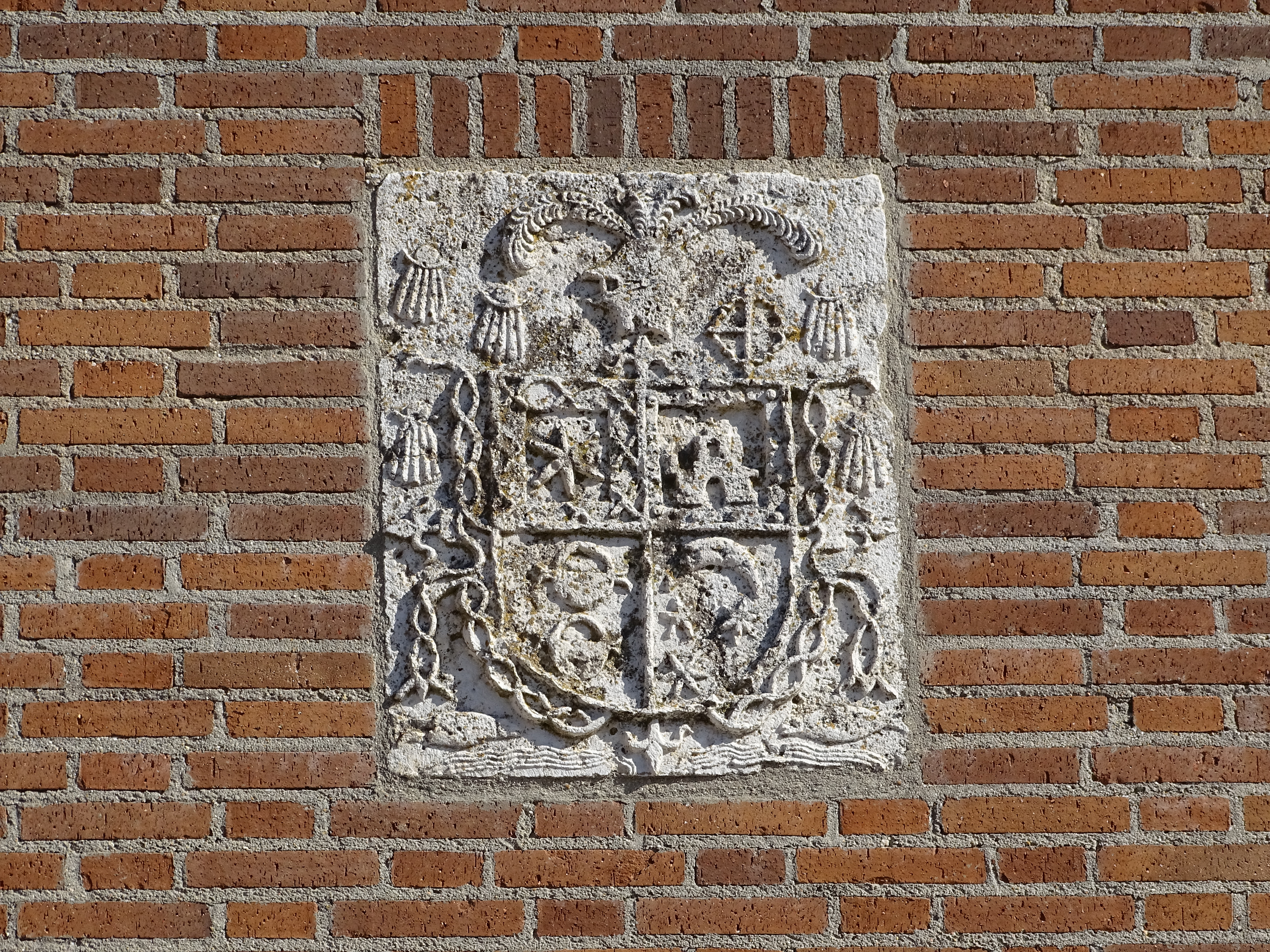
Calle Plazuela de la Iglesia, 4. Armas de los Ortiz de Neira
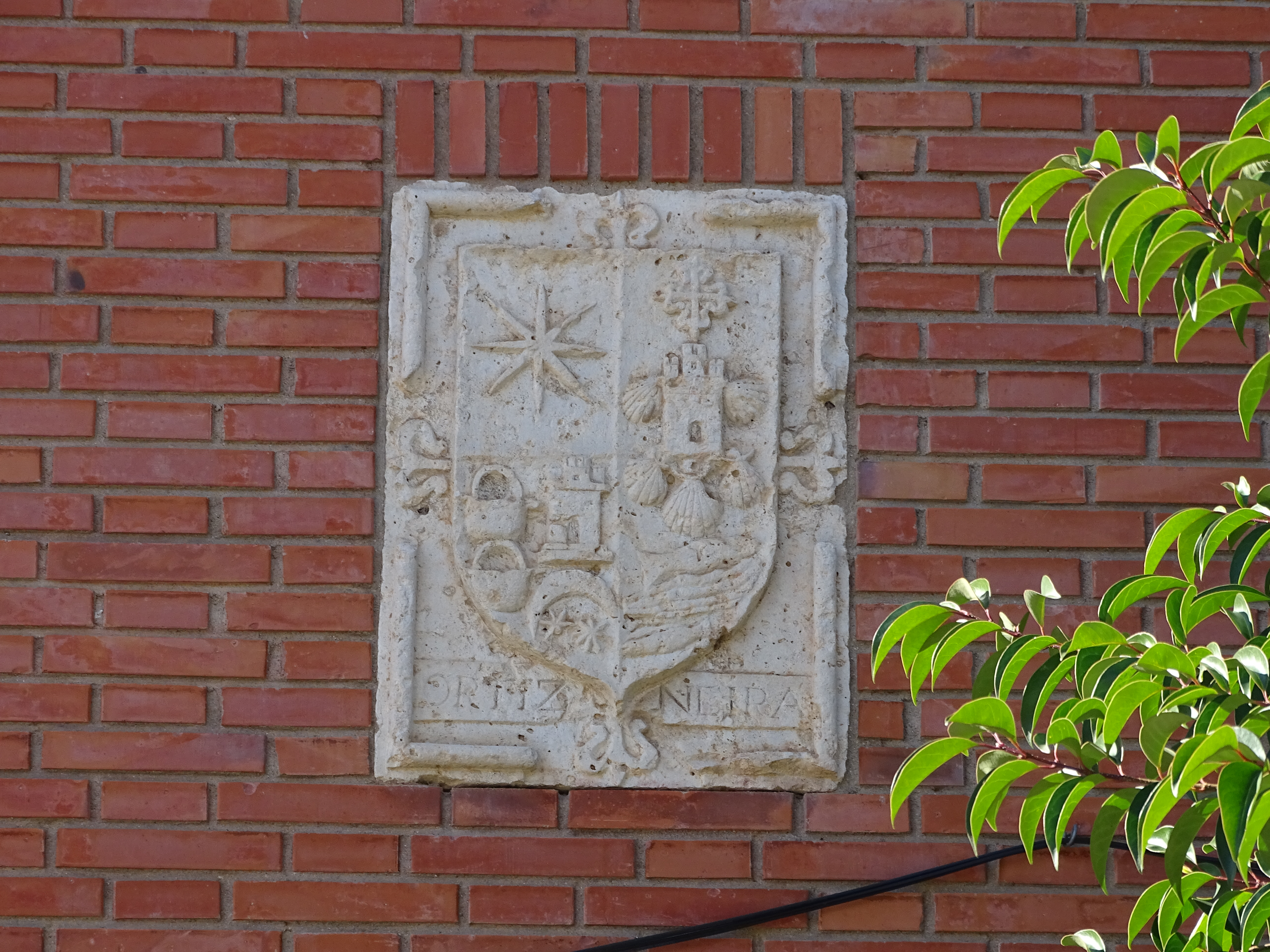
Calle Plazuela de la Iglesia,11. Armas de los Ortiz de Neira

- Calle del Torrejón, 24. Heráldica de los Arévalo
- Calle del Torrejón, 24. Armas de Arévalo y Vallejo.